# 吳展
吳展（1907年9月1日—1944年10月10日），字鏡清，號洪光。廣西省恭城縣蓮花鄉人。他為抗日戰爭期間陣亡的中國軍方高級將領之一。

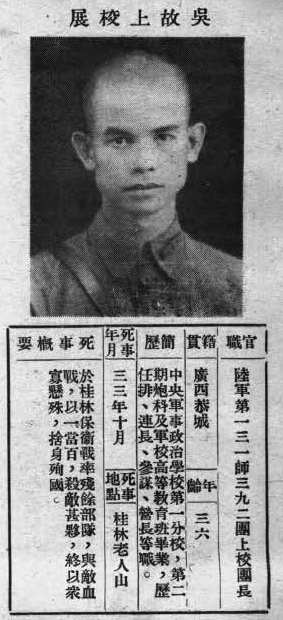
《抗戰軍人忠烈錄》（第一輯）中的吳展烈士遺像

## 生平[1]
軍校第二期炮科畢業，任陸軍131師392團上校團長，民國33年10月在桂林保衛戰中於老人山捨身成仁，時年36歲。民國34年6月20日追贈陸軍少將。